# Epocilla innotata
Epocilla innotata är en spindelart som beskrevs av Tord Tamerlan Teodor Thorell 1895. Epocilla innotata ingår i släktet Epocilla och familjen hoppspindlar. Inga underarter finns listade i Catalogue of Life.